# Messier 56
Messier 56 (kurz M56, auch als NGC 6779 bezeichnet) ist ein 8,27 mag heller Kugelsternhaufen mit einer Flächenausdehnung von 8,8' im Sternbild Leier. Die einzelnen Sterne sind zwischen 13 und 16 mag hell. Der Haufen enthält zwölf veränderliche Sterne, darunter zwei RR-Lyrae-Sterne, einen RV-Tauri-Stern und einen Cepheiden.

## Entdeckung
Das Objekt wurde am 23. Januar 1779 von Charles Messier bei der Beobachtung des Kometen von 1779 (C/1779 A1 (Bode)) entdeckt. 